# Лондр, Альбер
Альбе́р Лондр (фр. Albert Londres, 1884—1932) — французский журналист  и писатель, мастер очеркового жанра. С 1932 года вручается престижная журналистская премия его имени.

## Биография
Родился 1 ноября 1882 года в Виши. После окончания лицея пробовал различные профессии в Лионе, затем переехал в Париж. Литературную карьеру начал в 1904 с публикации сборника стихов Suivant les heures, за которым последовали ещё несколько сборников и так никогда и не поставленная на сцене пятиактная пьеса в стихах Gambetta.
Ещё в стихотворный период творчества периодически писал заметки для парижских газет, а в 1906 стал постоянным журналистом «Le Matin», освещающим работу Национального собрания. С началом Первой мировой войны был освобождён от строевой службы по состоянию здоровья и стал военным корреспондентом от «Le Matin» при Министерстве обороны. Его первым фоторепортажем стал отчёт о последствиях артиллерийских бомбёжек Реймса в сентябре 1914 года.
Лондр хотел охватить репортажами страны на юго-востоке, но руководство «Le Matin» его идеи не поддержало. Тогда он перешёл на работу в «Le Petit Journal» и в качестве их корреспондента с 1915 до окончания войны отправлял репортажи из Сербии, Греции, Турции и Албании.
В 1922 году Лондр отправляется на Дальний Восток. Его слава растёт, а репортажи и очерки начинают выходить во Франции отдельными сборниками. Большой резонанс вызывают его очерки из Французской Гвианы и описание жизни на каторге в Кайенне.
Погиб 16 мая 1932 года вместе с ещё 53 пассажирами  при пожаре на пароходе «Жорж Филиппар» у берегов Йемена при возвращении во Францию из очередной командировки.

## Память
- Премия Альбера Лондра — с 1932 года вручается ежегодно за работы в области журналистики и, позднее, за документальные кино-телерепортажи.